# Louise Curreyová
Louise Curreyová rozená McPaulová (* 24. ledna 1969 Port Kembla, Nový Jižní Wales) je bývalá australská atletka. Původně sedmibojařka, později se specializovala na oštěp. Její manžel je australský vrhač oštěpů Andrew Currey.
Získala zlato na 1994 a 1998 společenských hrách, stejně jako stříbrnou medaili v roce 1996 na letních olympijských hrách. Jejím osobním nejlepším výkon (nový oštěp) je 66,80 metrů, dosaženým v roce 2000, byl to australský rekord, dokud ho v roce 2014 nezískala Kimberley Mickleová. Na své poslední soutěži, letních olympijských hrách v roce 2000, byla vyřazena v kvalifikačním kole.